# Laveyrune
Laveyrune é uma comuna francesa na região administrativa de Auvérnia-Ródano-Alpes, no departamento de Ardèche. Estende-se por uma área de 13,44 km². Em 2010 a comuna tinha 106 habitantes (densidade: 7,9 hab./km²).